# Bayombong
Bayombong est une ville de 1re classe, capitale de la province de Nueva Vizcaya aux Philippines. Selon le recensement de 2010 elle est peuplée de 57 416 habitants.

## Barangays
Bayombong est divisée en 25 barangays.

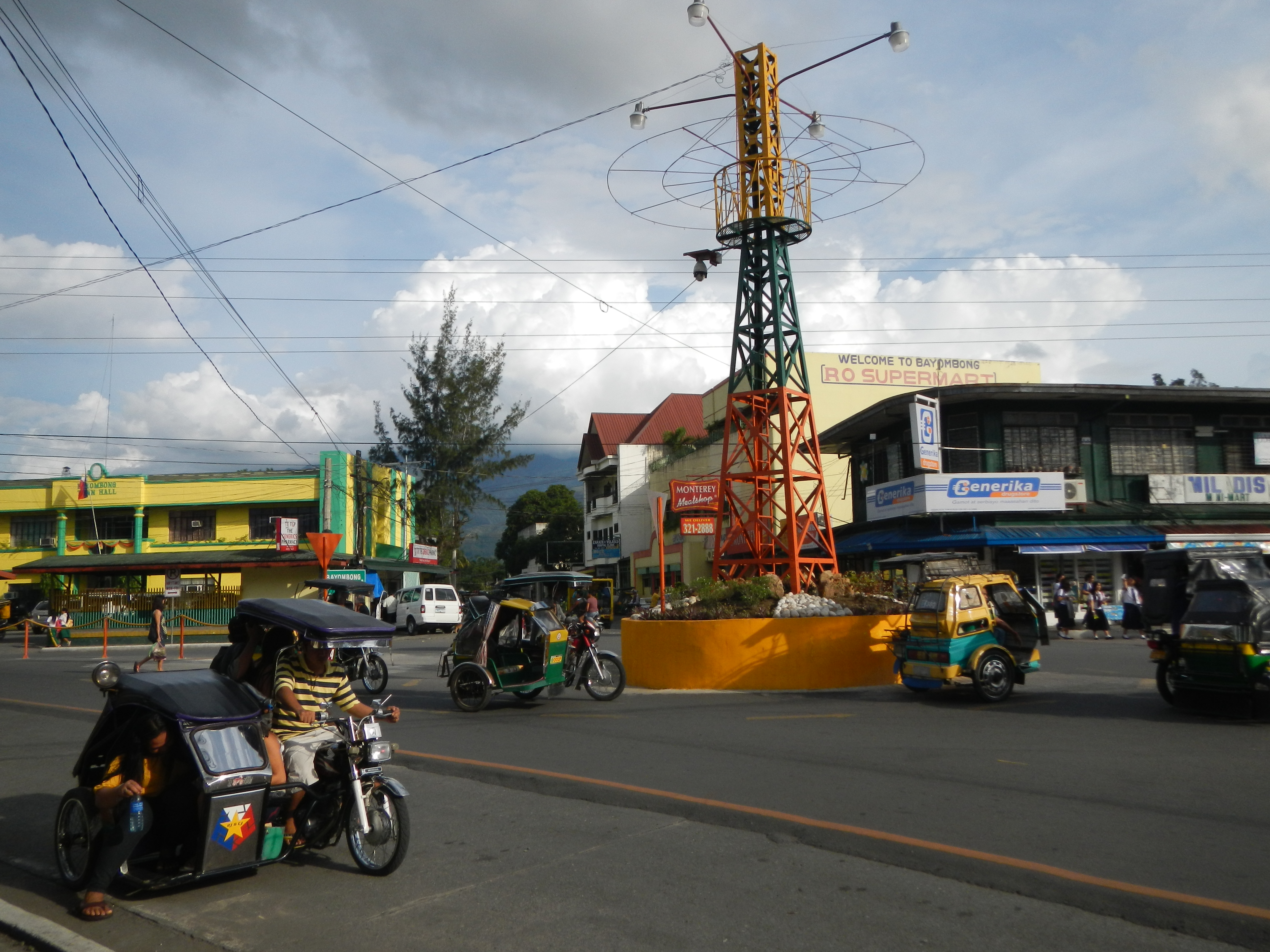
Centre-ville

- Bonfal oriental
- Bonfal Proper
- Bonfal occidental
- Buenavista
- Busilac
- Casat
- La Torre du Nord
- Magapuy
- Magsaysay
- Masoc
- Paitan
- Don Domingo Maddela
- Don Tomas Maddela
- Don Mariano Marcos
- District 3
- District 4
- Bansing
- Cabuaan
- Don Mariano Perez
- Ipil-Cuneg
- La Torre du Sud
- Luyang
- Salvacion
- San Nicolas du Nord
- Santa Rosa
- Vista Alegre

## Démographie
| Année | Habitants | Évolution |
| ----- | --------- | --------- |
| 1995  | 46 315    | -         |
| 2000  | 50 563    | 9,17 %    |
| 2007  | 54 417    | 7,62 %    |
| 2010  | 57 416    | 5,51 %    |